# Villar de la Encina
Villar de la Encina ist eine Gemeinde (Municipio) und ein Dorf mit 149 Einwohnern (Stand: 2024) in der Provinz Cuenca in der Autonomen Region Kastilien-La Mancha. 

## Lage
Villar de la Encina liegt etwa 25 Kilometer südsüdwestlich von Cuenca in einer Höhe von ca. 840 m. Durch die Gemeinde führt die Autovía A-3.

## Bevölkerungsentwicklung
| 1970 | 1981 | 1991 | 2001 | 2011 | 2021 |
| ---- | ---- | ---- | ---- | ---- | ---- |
| 463  | 349  | 268  | 228  | 172  | 146  |

## Sehenswürdigkeiten

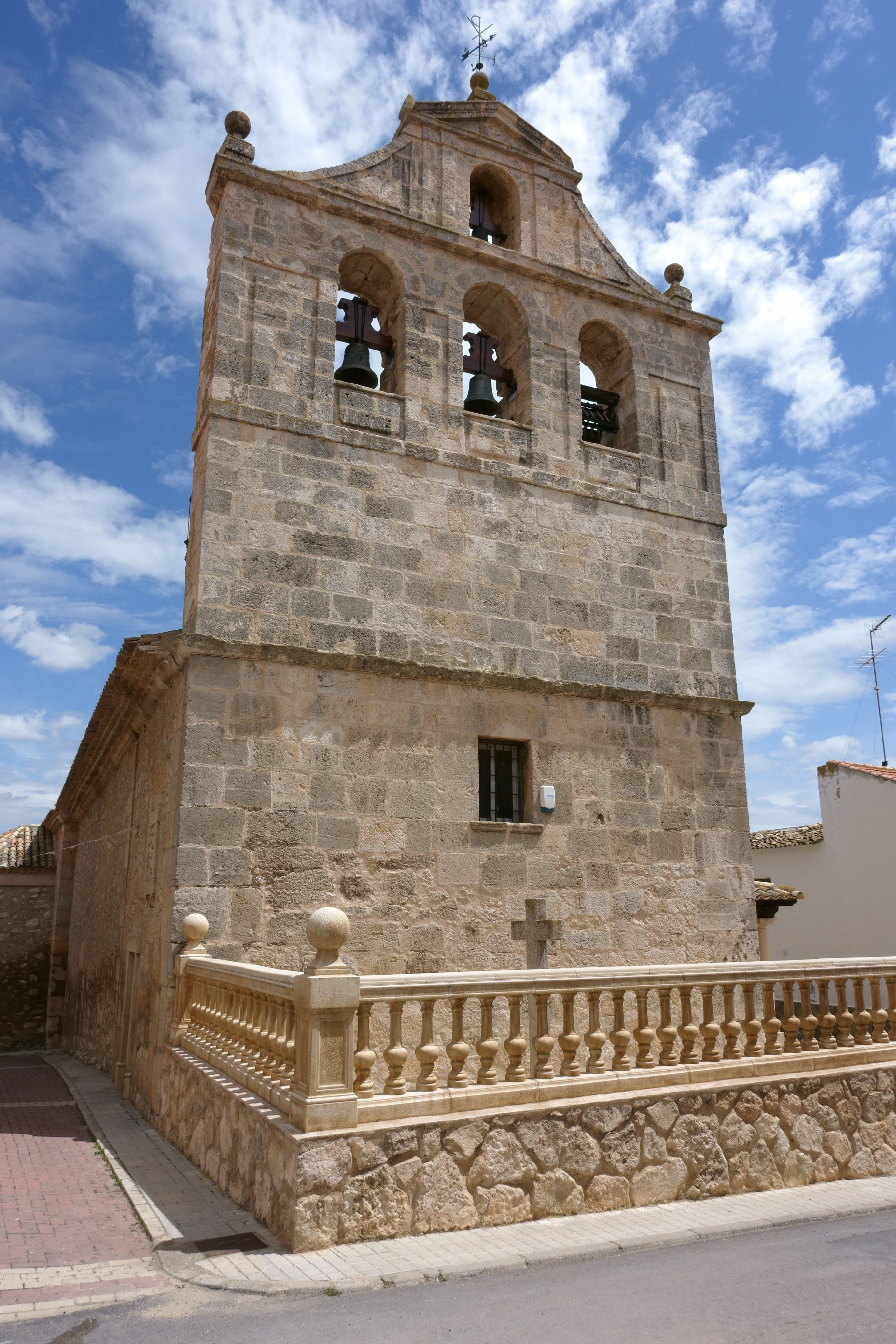
Marienkirche
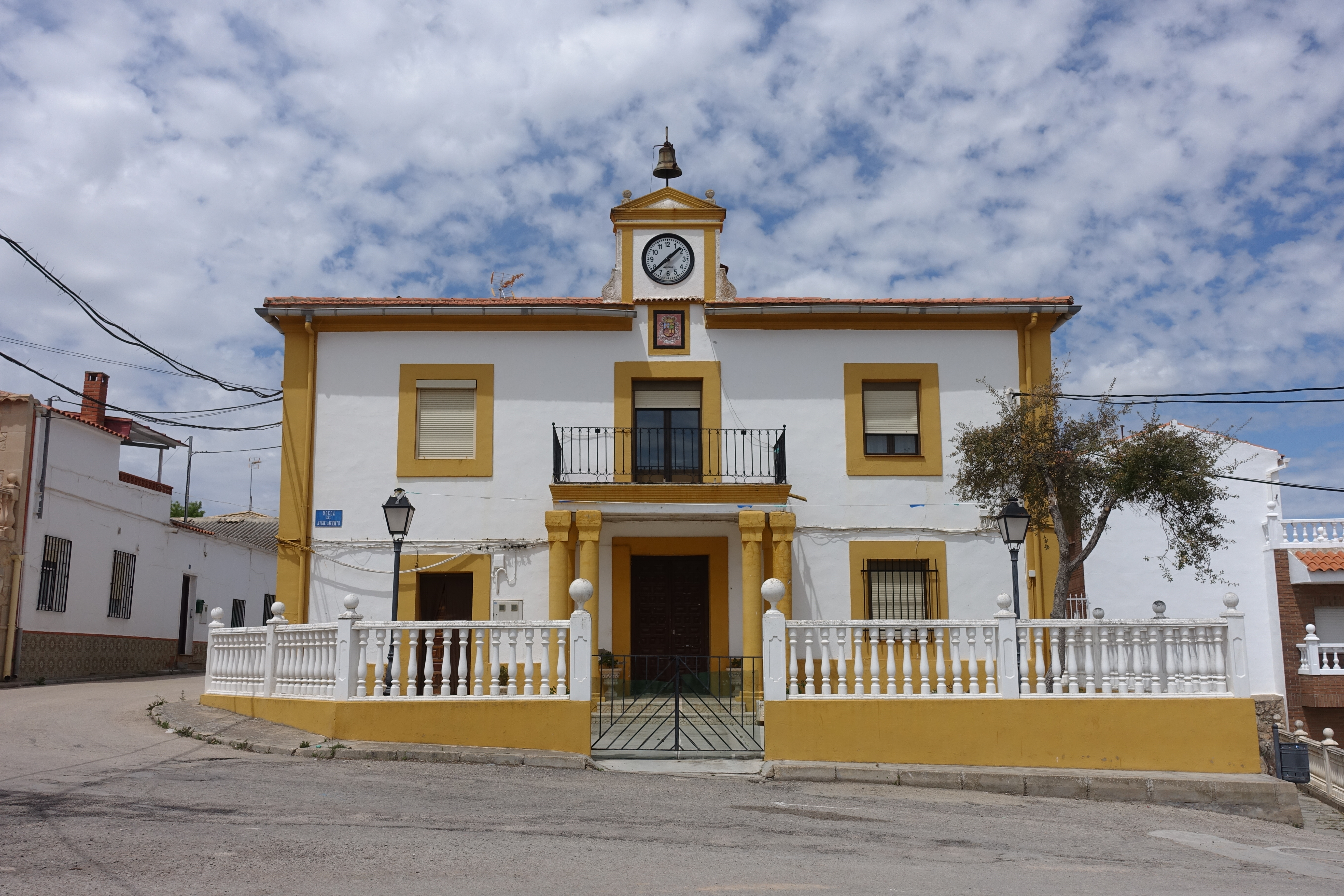
Rathaus

- Marienkirche
- Rathaus